# ناتو (ماداگاسکار)
ناتو (به لاتین: Nato) یک منطقهٔ مسکونی در ماداگاسکار است که در وهیپنو واقع شده‌است. ناتو ۹٬۰۰۰ نفر جمعیت دارد و ۸ متر بالاتر از سطح دریا واقع شده‌است.